# Prednisona
La prednisona és un corticoesteroide sintètic que és particularment eficaç com a immunosupressor. S'utilitza per al tractament de certes malalties inflamatòries (com ara reaccions al·lèrgiques moderades) i (en dosis més altes) en alguns tipus de càncer, però té efectes adversos significatius. Per mor que suprimeix el sistema immunitari, fa els pacients més susceptibles a les infeccions.

## Història
L'aïllament i l'estructura de la prednisona i la prednisolona es van realitzar el 1950 per Arthur Nobile. La síntesi de la primera prednisona comercialment viable es va portar a terme el 1955 en els laboratoris de Schering Corporation, que més tard. es va convertir en Schering-Plough Corporation, d'Arthur Nobile i col·laboradors. Van descobrir que la cortisona pot ser microbiològicament oxidada a prednisona pel bacteri Corynebacterium simplex. El mateix procés es va utilitzar per preparar prednisolona a partir d'hidrocortisona.
L'activitat adrenocorticoide millorada d'aquests compostos per sobre de la cortisona i la hidrocortisona es va demostrar en ratolins.
La prednisona i la prednisolona van ser introduïdes el 1955 per Schering i Upjohn, sota les marques Meticorten i Delta-Cortef, respectivament. Aquests medicaments amb recepta estan ara disponibles com a medicaments genèrics.

## Utilitats mèdiques
La prednisona s'empra per a diferents indicacions entre les quals s'inclou: asma bronquial, MPOC, polineuropatia desmielinitzant inflamatòria crònica, trastorns reumàtics, al·lèrgia, colitis ulcerosa i malaltia de Crohn, insuficiència suprarenal, hipercalcèmia paraneoplàstica, tiroïditis, laringitis, tuberculosi severa, urticària, neumonitis lipídica, pericarditis, esclerosi múltiple, síndrome nefròtica, lupus eritematós sistèmic, miastènia greu, enverinaments i com a part de l'arsenal terapèutic emprat per prevenir el rebuig al trasplantament d'òrgans.
La prednisona també s'ha utilitzat en el tractament de la migranya i la cefalàlgia arraïmada i per l'estomatitis aftosa severa. També s'usa com a fàrmac antitumoral. És un important tractament de la leucèmia limfoblàstica aguda, limfoma no hodgkinià, limfoma de Hodgkin, mieloma múltiple i altres tumors sensibles, en combinació amb altres agents antineoplàstics.
També s'utilitza per al tractament de la reacció de Jarisch-Herxheimer, que és freqüent durant el tractament de la sífilis, i permet retardar l'inici dels símptomes a la distròfia muscular de Duchenne i també a les uveïtis, essent el mecanisme pel qual actuen desconegut en l'actualitat. Pel fet que suprimeix la funció de les glàndules suprarenals, s'usa alguns cops pel tractament de la hiperplàsia suprarenal congènita. També s'empra per tractar la sarcoïdosi i el lupus eritematós sistèmic.
La prednisona també s'utilitza en el tractament de la insuficiència cardíaca descompensada per a potenciar la resposta a diürètics, sobretot en pacients refractaris al tractament depletiu amb dosis altes de diürètics de nansa. El mecanisme de la prednisona, com a glucocorticoide, pot millorar la resposta renal al pèptid natriurètic atrial incrementant la densitat del receptor tipus A de pèptid natriürètic del tub col·lector de la medul·la renal, induint una diüresi potent.

## Efectes adversos
Els efectes adversos si és utilitzada a curt termini, com tots els glucocorticoides, inclou augment dels nivells de glucosa a la sang (especialment en pacients diabètics o que prenen altres fàrmacs que també incrementen la glucèmia, com el tacrolimús) i efectes mineralocorticoide com la retenció de líquids. Els efectes mineracorticoides de la prednisona són baixos, fet pel qual no s'empra a la insuficiència suprarenal, ja que se n'utilitzen d'altres més potents.
Altres efectes secundaris a curt termini addicionals inclouen insomni i, rarament, psicosi (en particular en aquells que pateixen trastorn bipolar). També pot causar depressió o simptomatologia depressiva i ansietat en alguns individus.
Els efectes secundaris a la utilització a llarg termini inclou la síndrome de Cushing, la síndrome de demència esteroidal, augment de pes, osteoporosi, diabetis mellitus tipus 2 i depressió.

### Majors
- Augment de la glucèmia en diabètics.
- Dificultat per controlar les emocions.
- Alteraciones del pensament.
- Immunosupressió.
- Augment de pes.
- "Cara de lluna plena".
- depressió clínica, mania, psicosi, o altres símptomes psiquiàtrics.
- cansament o debilitat
- Confusió mental / indecisió.
- Alteració de la memòria i l'atenció (Síndrome de demència esteroidal).
- Visió borrosa.
- Dolor abdominal.
- Úlcera pèptica.
- Infeccions.
- Espatlla o malucs dolorosos.
- Osteoporosi.
- Estries.
- Osteonecrosi.
- Insomni.
- Artràlgies.
- Cataractes o glaucoma.
- Ansietat.
- Hemorràgia digestiva alta.
- Úlceres bucals o xerostomia.
- Necrosi asèptica òssia.
- Esteatosi hepàtica.[19]
- Psicosi esteroidal.[20]

### Menors
- Nerviosisme.
- Acne.
- Rash cutani
- Hiperorèxia.
- Hiperactivitat.
- Polidípsia.
- Poliúria.
- Diarrea.
- Disminució de la flora intestinal.
- Dolor membres inferiors / rampes.
- Sensibilitat dental augmentada.[19]

## Dependència
La supressió suprarenal es comença a produir si la prednisona es pren durant més de set dies. Ocasionalment, això pot causar que el cos perdi temporalment la capacitat de fabricació dels corticoesteroides naturals (especialment el cortisol), el que suposa dependència a la prednisona. Per aquesta raó, la prednisona no s'ha de suspendre bruscament si es pren durant més de set dies, havent de reduir la dosi gradualment. Aquest procés de deslletament pot durar uns pocs dies, si el tractament va ser curt, o bé pot prendre setmanes o mesos si el pacient havia estat en tractament de forma perllongada. La retirada brusca pot donar lloc a una crisi d'Addison. Per a aquells amb un tractament crònic, la dosificació en dies alterns pot preservar la funció suprarenal i, per tant, reduir els efectes secundaris.
Els glucocorticoides actuen inhibint per retroalimentació tant l'hipotàlem, disminuint l'hormona alliberadora de corticotropina [CRH], i les cèl·lules corticotropes de la glàndula pituïtària anterior, disminuint la quantitat d'hormona adrenocorticotròpica [ACTH]. Per aquesta raó, fàrmacs anàlegs als glucocorticoides com la prednisona regulen la síntesi natural dels glucocorticoides. Aquest mecanisme condueix a la dependència en un curt període i pot ser perillós si els medicaments es retiren massa ràpidament. El cos ha de tenir temps per començar la síntesi de CRH i ACTH i de les glàndules suprarenals per començar a funcionar de nou amb normalitat.